# Pteragogus clarkae
Pteragogus clarkae là một loài cá biển thuộc chi Pteragogus trong họ Cá bàng chài. Loài này được mô tả lần đầu tiên vào năm 2013.

## Từ nguyên
Từ định danh của loài được đặt theo tên của nữ tiến sĩ Eugenie Clark, người có những đóng góp quan trọng trong việc phân loại các loài cá.

## Phạm vi phân bố
P. clarkae có phạm vi phân bố ở vùng biển Tây Bắc Ấn Độ Dương. Loài này chỉ được biết đến ở Biển Đỏ thuộc vùng bờ biển Ai Cập.

## Mô tả
P. clarkae có chiều dài cơ thể tối đa được ghi nhận là 8,1 cm. Màu sắc khi mẫu vật còn sống không được ghi chép lại.
Màu sắc mẫu vật (của một cá thể cái) đã được bảo quản trong rượu: màu nâu vàng với các đốm màu nâu sẫm ở phía thân dưới, những chấm nhỏ hơn màu nâu sẫm dọc theo phía trước đường bên, và rải rác những đốm nhỏ màu nâu sẫm trên gáy. Có một vệt nâu sẫm hoặc là một cặp đốm đen nhỏ ở trên mõm, trước mắt. Cận rìa của vây lưng có màu vàng nhạt với một đốm đen bao phủ lấy hai gai vây lưng đầu tiên, và một đốm ở cuối vây lưng. Vây đuôi màu vàng cam nhạt với vệt sọc đen ở gốc, cận rìa có màu nâu sẫm. Các vây còn lại màu vàng nhạt.
Số gai ở vây lưng: 11; Số tia vây ở vây lưng: 9; Số gai ở vây hậu môn: 3; Số tia vây ở vây hậu môn: 9; Số tia vây ở vây ngực: 13–14; Số gai ở vây bụng: 1; Số tia vây ở vây bụng: 5; Số lược mang: 13–16; Số đốt sống: 25.

### Trích dẫn
- J. E. Randall (2013). "Seven new species of labrid fishes (Coris, Iniistius, Macropharyngodon, Novaculops, and Pteragogus) from the Western Indian Ocean" (PDF). Journal of the Ocean Science Foundation. Quyển 7. tr. 1–43.